# Représentations diplomatiques du Honduras

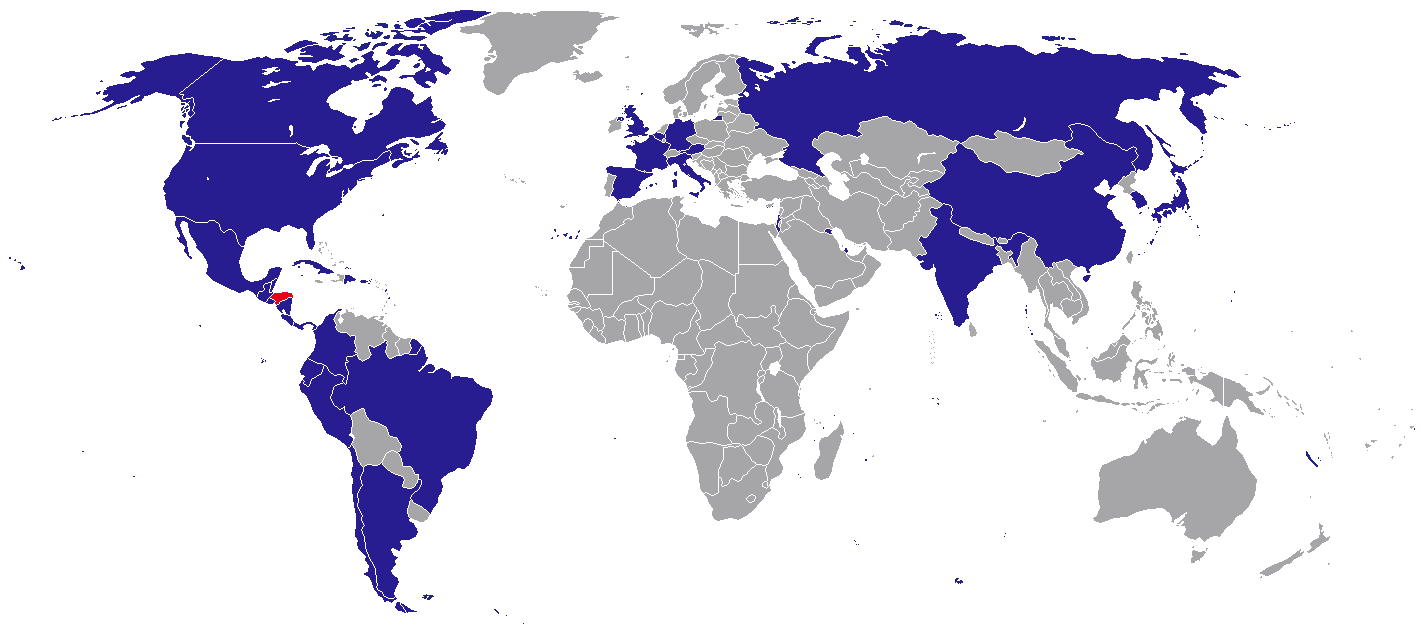
Carte des représentations diplomatiques honduriennes.

Voici une liste des représentations diplomatiques du Honduras, à l'exclusion des consulats honoraires. 
Le Honduras est un pays d'Amérique centrale.

## Amérique
- Argentine
  - Buenos Aires (ambassade)
- Belize
  - Belize City (ambassade)
- Brésil
  - Brasília (ambassade)
- Canada
  - Ottawa (ambassade)
  - Montréal (consulat général)
- Chili
  - Santiago (ambassade)
- Colombie
  - Bogotá (ambassade)
- Costa Rica
  - San José (ambassade)
- Cuba
  - La Havane (ambassade)
- Équateur
  - Quito (ambassade)
- États-Unis[1]
  - Washington (ambassade (en))
  - Atlanta (consulat général)
  - Boston (consulat général)
  - Charlotte (consulat général)
  - Chicago (consulat général)
  - Dallas (consulat général)
  - Houston (consulat général)
  - Los Angeles (consulat général)
  - McAllen (consulat général)
  - Miami (consulat général)
  - La Nouvelle-Orléans (consulat général)
  - New York (consulat général)
  - Orlando (consulat général)
  - San Francisco (consulat général)
  - Seattle (consulat général)
- Guatemala
  - Guatemala (ambassade)
- Mexique
  - Mexico (ambassade)
  - Puebla (consulat général)
  - San Luis Potosí (consulat général)
  - Tapachula (consulat général)
  - Tijuana (consulat général)
  - Veracruz (consulat général)
  - Acayucan (en) (Agence consulaire)
  - Saltillo (Agence consulaire)
  - Tenosique (en) (Agence consulaire)
- Nicaragua
  - Managua (ambassade)
- Panama
  - Panama (ambassade)
- Pérou
  - Lima (ambassade)
- République dominicaine
  - Saint-Domingue (ambassade)
- Salvador
  - San Salvador (ambassade)

## Asie
- Chine
  - Pékin (ambassade)
- Corée du Sud
  - Séoul (ambassade)
- Inde
  - New Delhi (ambassade)
- Israël
  - Jérusalem (ambassade)
- Japon
  - Tokyo (ambassade)
- Koweït
  - Koweït (ambassade)
- Qatar
  - Doha (ambassade)

## Europe
- Allemagne
  - Berlin (ambassade)
- Autriche
  - Vienne (ambassade)
- Belgique
  - Bruxelles (ambassade)
- Espagne
  - Madrid (ambassade)
  - Barcelone (consulat général)
- France
  - Paris (ambassade)
- Italie
  - Rome (ambassade)
- Royaume-Uni
  - Londres (ambassade (en))
- Russie
  - Moscou (ambassade)
- Vatican
  - Rome (ambassade)[note 1]

## Organisations internationales
- Nations unies
  - Genève (mission permanente)
  - New York (mission permanente)
- Organisation des États américains
  - Washington (mission permanente)
- Organisation des Nations unies pour l'alimentation et l'agriculture
  - Rome (mission permanente)
- UNESCO
  - Paris (mission)
- Union européenne
  - Bruxelles (mission)

## Galerie

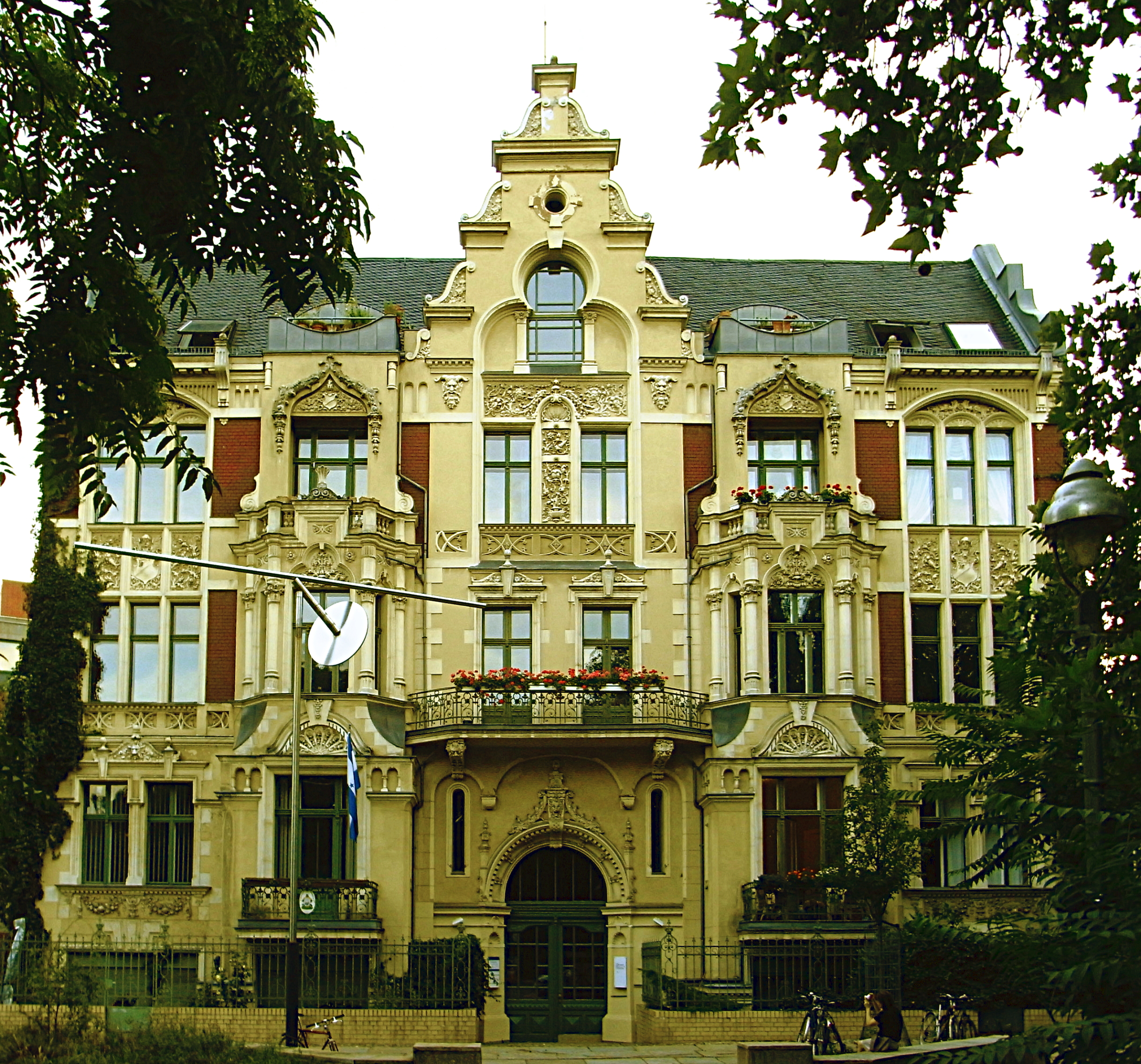
Ambassade à Berlin.
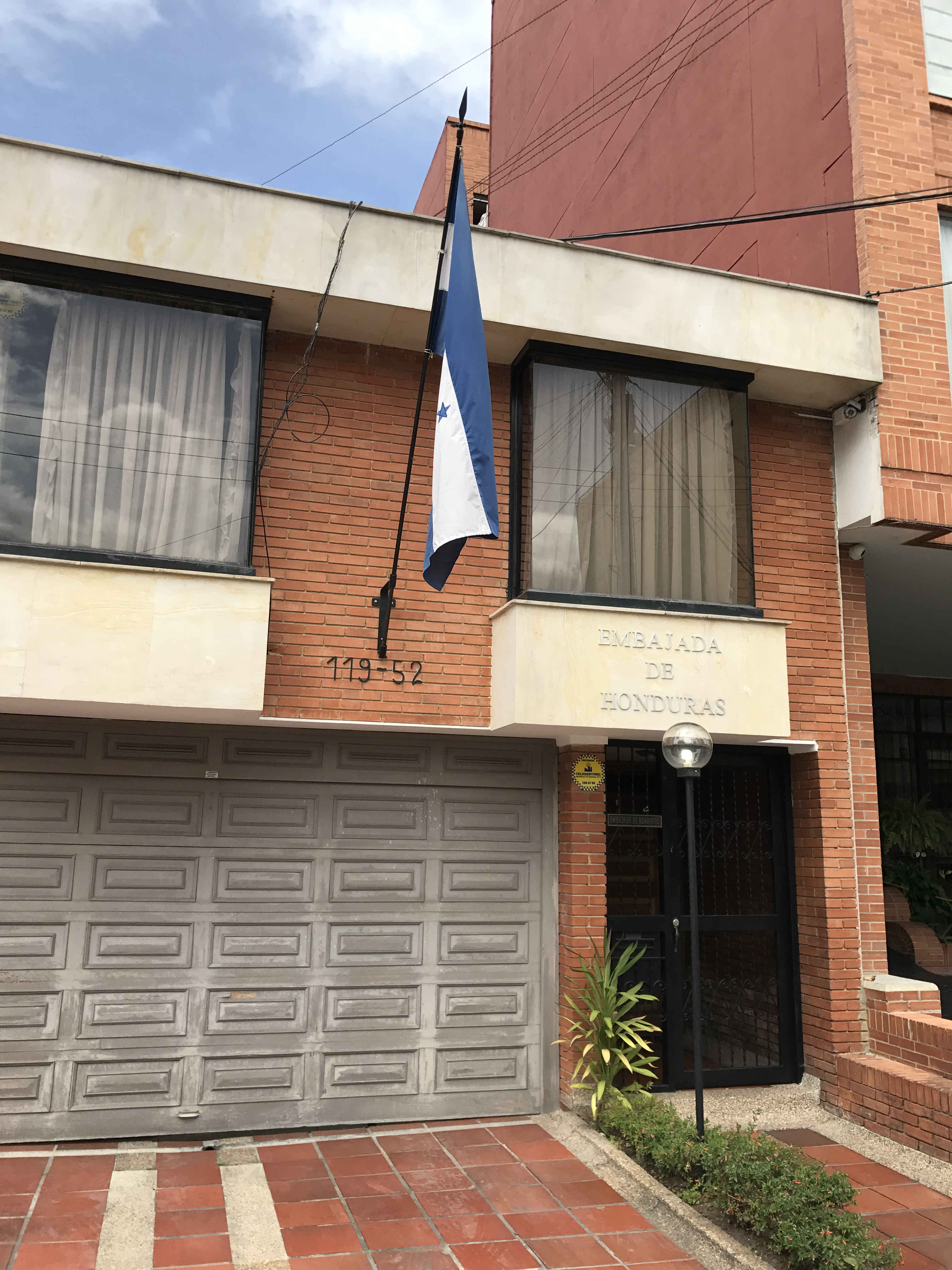
Ambassade à Bogota.
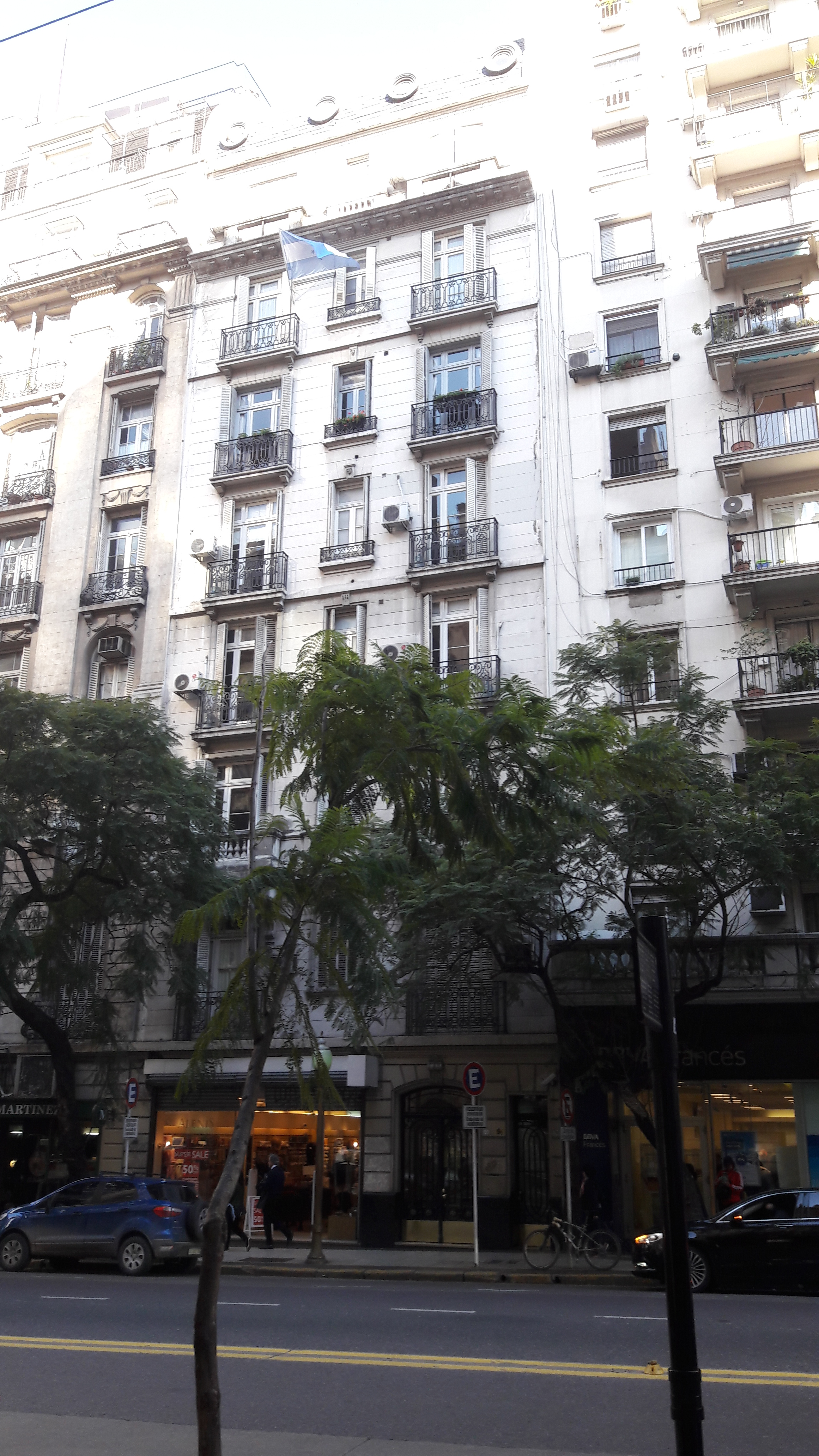
Ambassade à Buenos Aires.
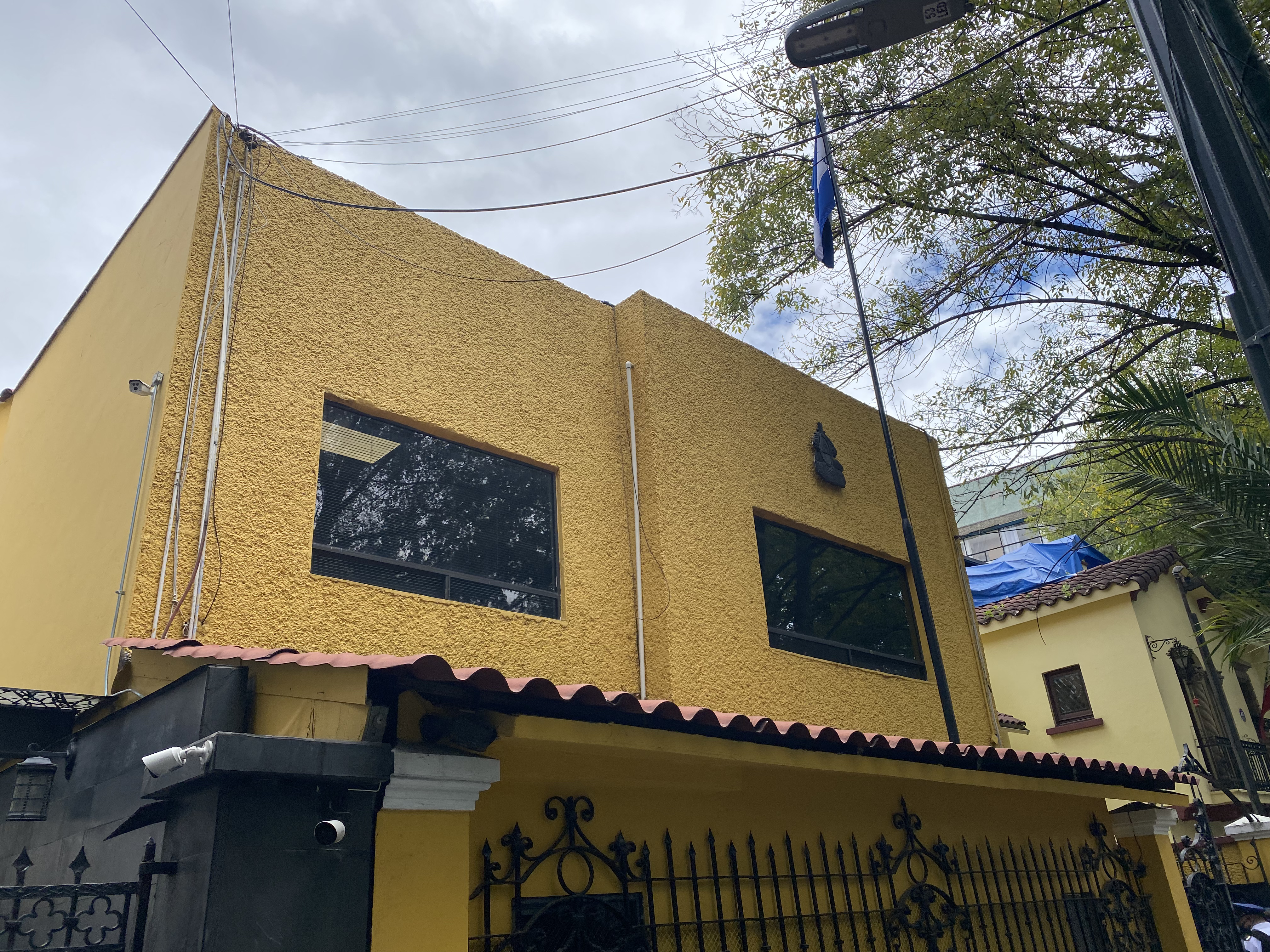
Ambassade à Mexico.
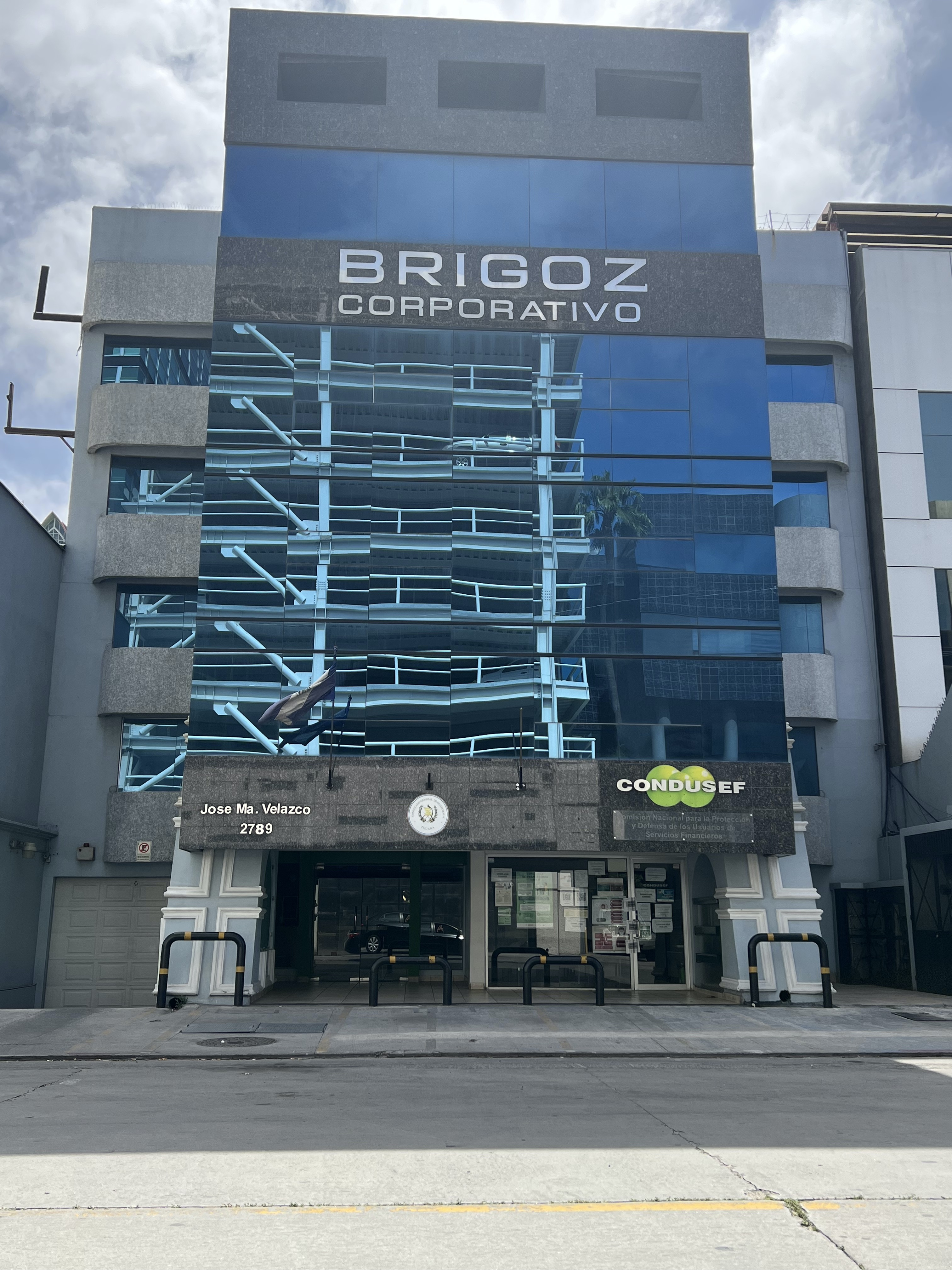
Bâtiment abritant le consulat général à Tijuana.
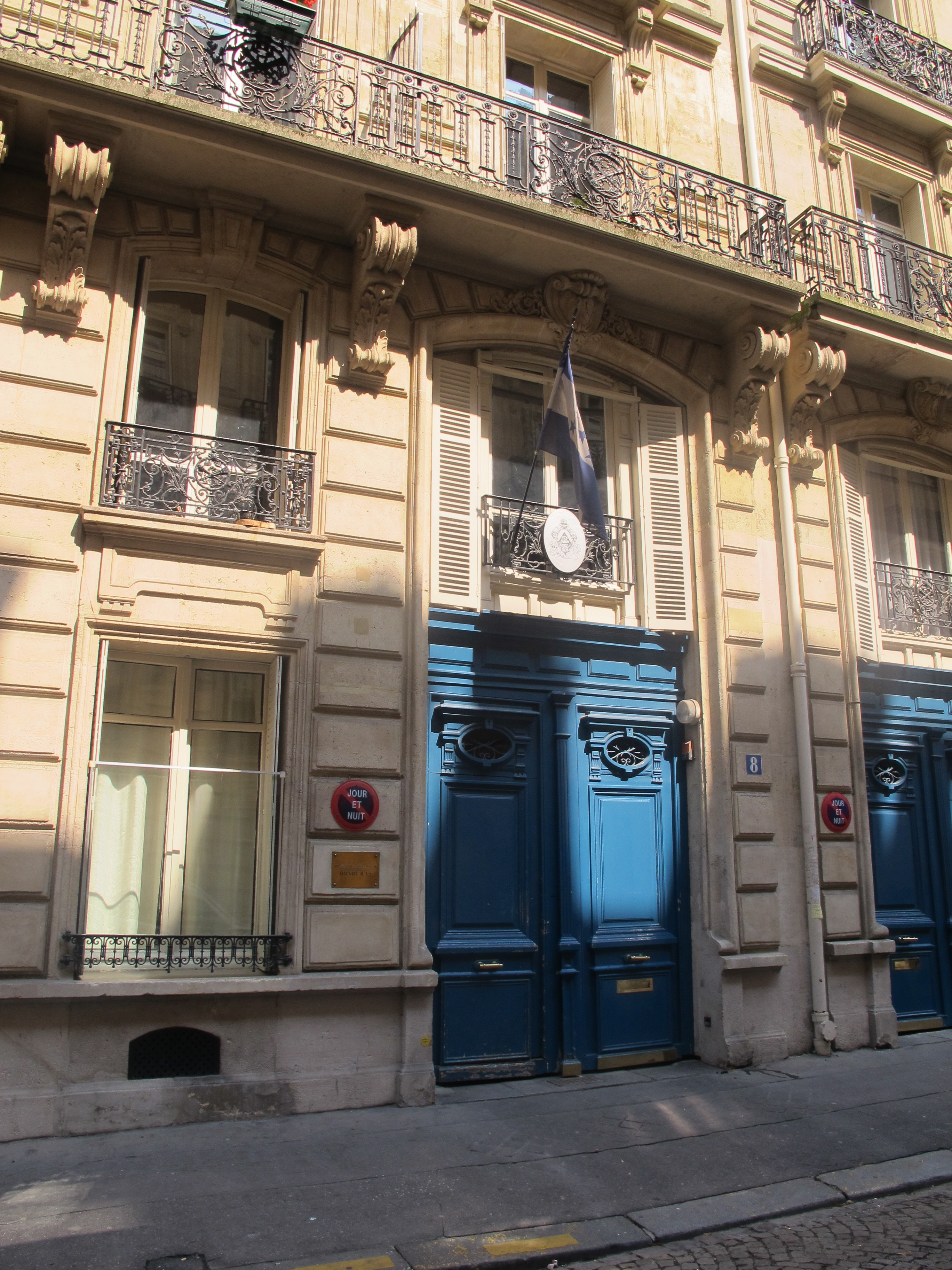
Ambassade à Paris.
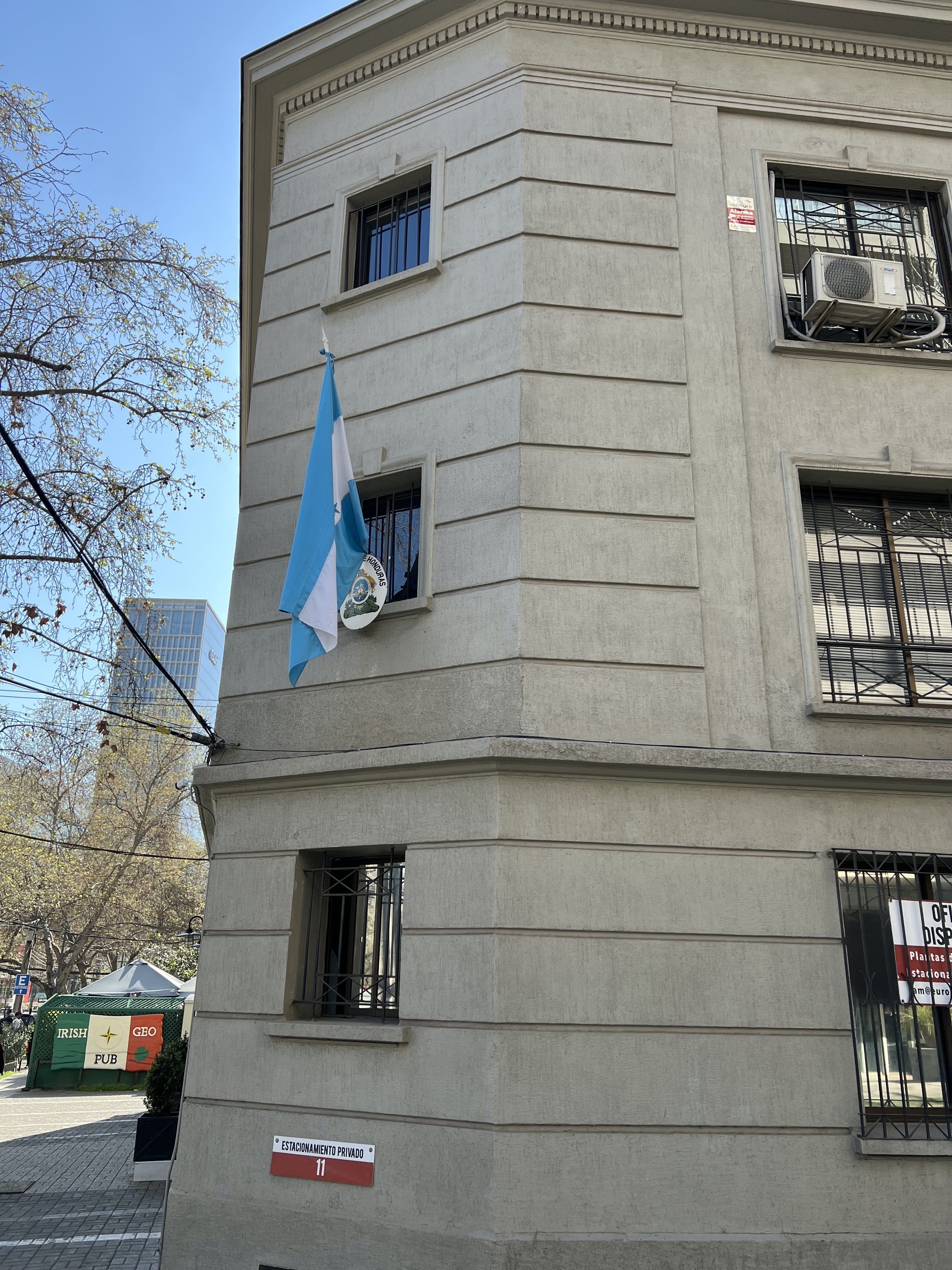
Ambassade à Santiago du Chili.